# Strohner Märchen

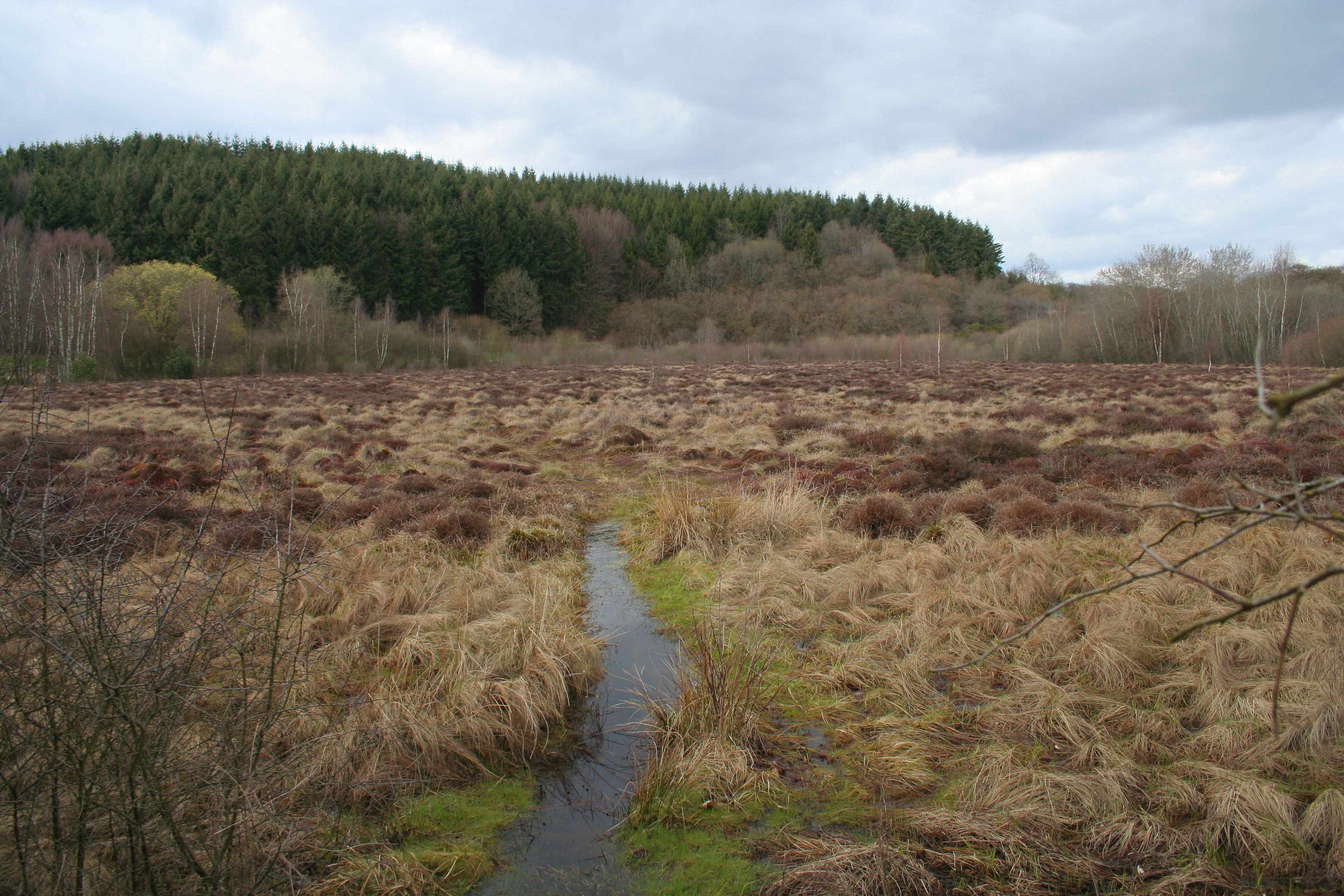
Strohner Märchen

Das Strohner Märchen (auch Strohner Maarchen) ist ein Trockenmaar nahe Strohn in der Vulkaneifel. Sein Kessel ist länglich-oval und hat einen Durchmesser von ca. 210 × 140 Metern. Von der für ein Maar geringen Größe rührt der Name im Diminutiv
Märchen (Maarchen). Zusammen mit dem nördlich gelegenen Pulvermaar und dem angrenzenden Römerberg gehört das Strohner Märchen zum Naturschutzgebiet „Pulvermaar mit Römerberg und Strohner Märchen“.

## Entstehung
Geologisch gesehen ist das Strohner Maarchen kein reines Maar, sondern ein eigener kleiner Schlackenvulkan mit einem schrägen Schlot, der durch Dampfexplosionen in einem späten Stadium zu einem Maarvulkan umgewandelt wurde. Zunächst wurden aus dem schrägen Schlot nach Norden hin Schlacken, vulkanische Asche und vulkanische Bomben ausgeworfen. Sie bildeten einen halbkreisförmigen Wall, den heutigen Römerberg. Aus den Einschlagtrichtern der vulkanischen Bomben in den feinen Basalt-Tuffe, welche die oberste Schicht am Römerberg bilden, lässt sich die Herkunft aus dem Strohner Märchen ablesen. Näher zum Märchen heran findet sich ein flacher Wall, der ausschließlich aus Gesteinen des Untergrundes besteht. Dieser wurde bei einer abschließenden Dampfexplosion ausgeworfen. Der zurückgebliebene Kessel ist eine NNW-SSE ausgerichtete Ellipse und hat eine Länge von 210 und eine Breite von 140 m.
Nach dem Ende der vulkanischen Tätigkeit bildete sich ein Kratersee, der rasch verlandete, es entwickelte sich das heute noch erhaltene Hochmoor. Diese Moorbildungen entstanden nach pollenanalytischen Untersuchungen um etwa 8800 v. Chr., dem spätesten Zeitpunkt für die Entstehung der unter dem Moor liegenden Tuffe des Maarausbruchs. Vulkanologen der Smithsonian Institution ordnen den letzten Ausbruch des Strohner und des Pulvermaars in die Zeit von 8600 bis 8000 v. Chr. ein.

## Heutiger Zustand
Das Strohner Märchen steht kurz vor der endgültigen Verlandung, da das Hochmoor auch heute noch wächst. Der Maarkessel ist deshalb von einer fast 10 Meter dicken Torfschicht bedeckt. Der Moorcharakter hat zur Folge, dass sich eine Vielzahl seltener Pflanzen und Tiere angesiedelt hat. Der sich bietende Lebensraum ist für viele dieser Arten ideal. 
Der Kraterwall des Maares ist heute fast vollständig abgetragen und kaum mehr sichtbar.